# Willi Farner
Willi Farner (* 6. Oktober 1905 in Köln; † 8. November 1978 in Solothurn) war ein Schweizer Flugpionier und Flugzeugbauer.

## Leben
Willi Farner war Bürger von Oberstammheim, sein Vater August war Ingenieur für Feuerungen, seine Mutter Gertrud eine geborene Hüfer. Farner absolvierte an der ETH Zürich die Ausbildung zum Flugzeugingenieur, aber zuvor hatte er schon im Jahr 1923 seinen ersten Hängegleiter WF 1 gebaut. Mit 20 Jahren stellte er am Etzel einen Schweizer Rekord im Dauerflug der Segelflieger auf. Farner war ab 1931 der Besitzer des Schweizer Segelflugbrevets mit der Nummer 1. 1932 war er zudem brevetierter Berufspilot. Im selben Jahr 1932 zeigte er als Schweizer Premiere sein Können in Segelflugakrobatik am internationalen Flugmeeting von Zürich auf dem selbst gebauten Typ WF 5. Laut Angaben aus Grenchen, dem Ort seines Wirkens, war dies eine Weltneuheit. Ebenfalls 1932 startete er für einen Flug am Jungfraujoch und landete am Vierwaldstättersee. Am 13. Februar 1933 liess er sich im Segelflugzeug von Dübendorf nach Como über die Alpen schleppen, wo er das Schleppseil löste und noch bis Mailand weiterflog.
Im Jahr 1931 war Farner als technischer Leiter von Umschulungskursen für arbeitslose Uhrmacher nach Grenchen gelangt. Dahinter stand auch der Industrielle Adolf Schild, der sich für den Flugplatz Grenchen einsetzte. Während dieses von Kanton und Bund subventionierten Projektes entstanden die Schulsegelflieger W. F. 7 und der Prototyp W. F. 8 für erfahrenere Piloten. Der Doppeldecker W. F. 7 wog nur 43 Kilogramm. Die Kurstätigkeit endete schon 1934, worauf Farner mit einem Teil der Teilnehmer die Einzelfirma W. Farner Flugzeugbau Grenchen gründete.
1936 war in der Presse die Farner W. F. 21 vorgestellt worden, wobei es sich um eine Comte AC-4 handelte, welche bei Farner mit einem neuen Rumpf versehen worden war und damit schneller fliegen konnte. Schon im Jahr zuvor hatte Farner eine dreisitzige Comte zu einem einsitzigen Langstreckenflugzeug mit einer Reichweite von 4'000 Kilometern umgebaut. Leider verunglückte das Flugzeug im Schneetreiben bei Thun, bevor es einen Ozeanflug durchführen konnte.
Ab 1936 ermöglichten Aufträge der Armee mit Revisionen und Umbauten von Flugzeugen der Fliegertruppe eine genügende Auslastung, im Jahr 1939 betrug der Anteil der Aufträge des Militärs rund die Hälfte. Zudem engagierte sich das Eidgenössische Luftamt in der Entwicklung von Experimentalflugzeugen, als erstes flog ein Motorsegler der Farner-Werke, die WF-23.
Inzwischen war Farner zum ersten Mal in den Grenchner Gemeinderat gewählt worden für den Landesring der Unabhängigen. Nach 1937 wiederholte sich dies in den Jahren 1941 und 1945. Im Jahr 1941 wurde Paul Jaray für drei Jahre leitender technischer Angestellter. Im Jahr danach gründete Farner 1942 den Farner-Motorenbau A. G., Moutier J. B. in Moutier. Schon ein Jahr später setzte Grossbritannien beide Firmen auf eine schwarze Liste; wie sich herausstellte, war die Gründung der Firma in Moutier mit deutschem Geld erfolgt und diente der Produktion von Kriegsmaterial.
Ein Studienbüro der ETH Zürich gab bei Farner den Umbau eines Sportflugzeuges Klemm Kl 25 von Sporn- auf Bugfahrwerk in Auftrag. Die Entwicklungen des Studienbüros erfolgten im Auftrag des Luftamtes. Das Flugzeug mit dem Kennzeichen HB-ERU wurde nach dem Umbau unter Beteiligung von Paul Jaray vom 13. bis 27. Mai 1943 erprobt und bestätigte die erwarteten Vorteile des Bugfahrwerks bei der Landung. 1944 befand sich das neue Tourismusflugzeug W. F. 12 in Entwicklung. Das Flugzeug verfügte über zwei Sitze nebeneinander mit ausgezeichneter Sicht, da der Cirrus-Motor mit 90 PS hinter die Piloten zu liegen kam und jener den Propeller über eine über der Kabine liegende Fernwelle antrieb.
Mitte der 1960er-Jahre hatte Farner die Rechte zum Bau und europäischen Vertrieb des Hubschraubers Jovair Sedan 4E aus den Vereinigten Staaten erworben. Die gelieferten Blueprints waren unvollständig, zudem wurden bei der Erprobung des nach Grenchen gelangten Exemplars vom Testpiloten die Flugeigenschaften bemängelt, so dass es nie zu einem Nachbau kam.
Für den Flugplatzunterhalt der Flugplätze Grenchen und Sitten entstand in den 1960er-Jahren die Farner Air Service AG.
Farner übernahm in den 1970er-Jahren von Messerschmitt-Bölkow-Blohm die Lizenz zur Herstellung des SIAT Flamingo und baute davon noch 17 Exemplare.
Farner blieb bis in sein Todesjahr 1978 als Direktor und Verwaltungsratspräsident des Flugzeugwerks. Das Unternehmen firmiert am Flughafen Grenchen seit 1983 als Farner Aviation AG in dritter Generation.